# フェアトライアル
フェアトライアルはイギリスで生産・調教された競走馬である。

## 経歴
1932年1月に誕生。
母レディジュラーを落札したワトソン氏は、遺伝というタイトルの自著で「馬格の固定には近親が重要、スタミナを付けるにはアウトクロスを推奨。」と提唱している生産者兼馬学者だった。
しかし、ワトソンが死去した為にニューマーケットのセリに出される。
8600ギニーでJ.A.デウォー卿に落札されてホームストーム牧場でフェアウェイを配合して生まれたのが8番仔フェアトライアルである。
配合について原田俊治は上述ワトソン氏の考えを実行してステイヤーの生産を試みたと推察しているが、父はセントレジャーステークス勝馬だが産駒にスタミナを伝えるのが苦手で、母も中距離以下で活躍した馬だった。

### 競走馬時代
2歳時に馬主デウォーと懇意にしているダーリン厩舎に入厩。
発育が遅く、異常な低蹄で蹄が脆く、膝にも不安を抱える虚弱体質であった。
体質によりデビューは3歳の5月と遅く、ソールズベリー競馬場のロングリーストステークス(直線8ハロン) 。
フェアトライアルから漲る闘志と他に有力馬が居ない事に加えて、騎乗するのは当時の名手ゴードン・リチャーズだった事でオッズ1:1(予想配当200円)の本命に推されて3馬身差で楽勝。
翌月、アスコット競馬場で行われたクイーンアンステークス(7ハロン)でも前走同様本命に推されて期待に応えて勝利。
デビューから2連勝を飾り、能力を見せ続いてエクリプスステークスに出走。

1934年のイギリスクラシック二冠馬・ウィンザーラッドや2000ギニーステークス2着のセフトらと対戦した。

本命にウィンザーラッドが推され、フェアトライアルは対抗に推された。

レースはスタートから前目で進めて差を保つが、直線に入ってゴール前2ハロンでウィンザーラッドに交わされ、さらセフトにも交わされてしまい、着差はそれぞれ3/4馬身差の3着に敗れた。

フェアトライアルの能力不足ではなくウィンザーラッドの卑劣な進路妨害に有ると、ゴードンは敗因を主張して覆さなかった。
エクリプスステークスの後、陣営はセントレジャーステークスへ出走。
本命にバーラム、3番人気にフェアトライアルが挙げられ、ダーリンもバーラム三冠阻止に期待をしていたが、この年イギリスで流行した悪性のぜんそくに罹患により出走を断念。
バーラムと陣営が三冠達成に歓喜する一方で、フェアトライアルは治癒に専念して10月に復帰。
1マイルのレース2つに出走してどちらも本命に推されて2戦2勝し、5戦4勝の成績で1935年のシーズンを終えた。
1936年4月、初戦のスプリングプレート(ニューマーケット9ハロン)を本命に推されて2着ボブスレーに2馬身差に勝ち。
2週間後、同競馬場のマーチステークスで本命に推されるが伏兵プラッシー(コロネーションカップ勝ち馬)の追い込みで2馬身差敗れる。
6月中旬、1か月半の休み明けでルウスメモリアルステークス(8ハロン)はこれと言った相手も無く人気通りの楽勝。
7月10日、3戦2勝2着1回の成績で臨んだリングフィールドパークプレート(リングフィールドパーク競馬場)、直線1マイル) は2頭立てとなり、対戦相手は1つ下のボスウェルを6馬身差で圧勝。
しかしレース後、後脚の腱を激しく痛めていることが判明し、種牡馬入りとなった。
引退までゴードンが騎手を務めた。
この年にマイル前後の距離のレースで活躍したことが評価され、イギリスのベストマイラーに選出された。

### 種牡馬時代
1937年からイギリスのホームストーム牧場で種牡馬として供用開始、初年度の種付料は198ギニーだったが、最高で300ギニーになった。
1954年に所有者の死去により、近くのウォーレン牧場に移動し、1958年に亡くなるまでここで過ごした。
産駒は短距離戦を中心に活躍を見せ、初年度産駒がデビューした1940年にイギリスの2歳リーディングサイアー、リーディングサイアー4位となった。
1941年に5位、1942年に15位に転落するも、その7年間は10位以内に入り1度は2位と1位に肉薄する。
1950年には2位ハイペリオン3位ネアルコを抑えてリーディングサイアーに君臨。
しかし、翌年に26位に転落して以降は1位になる所か10位以内にも入れなかった
累計アーニングインデックスは1・90。
フェアトライアルの性器は父に劣らぬ大きさだったが、性欲が乏しくて受胎率も悪かった為、当初は毎年40頭の種付けを行うが、次第に種付け頭数は減少し、1940年は14頭に減少。
1942年からは19頭以上に種付けする事は無かった。
産駒はクラシック馬を4頭出し、中距離以下の活躍が多くスタミナインデックスは6・96を記録している。
これは後継種牡馬達と比べると低く、中距離以上ではないが後継達の方がスタミナを伝える能力が有った。
国外で活躍している種牡馬はステイヤーを出しており、イギリスの馬産家は国内外で差が出ている事を、イギリスの競馬場は他国よりカーブが急で上り下りの坂が険しく、スタミナの差が出やすいからと推測していた。
母父としてはメルド やプレモニションがセントレジャー勝ち、1951年にブルードメアサイアーを達成。
種牡馬として成功を収めた馬が多く、コートマーシャル、ペティションがイギリスのリーディングサイアーとなった。
イギリス国外でも南アフリカへ輸出されたフェアソーンが同国で最高の名種牡馬の1頭と称される。
南半球ではオーストラリアでゲークウォーズプライドやコンフェッサーが、 ニュージーランドでフェアズフェアが成功を収めた。

## 主な産駒
- コートマーシャル / Court Martial（1945年2000ギニー、チャンピオンステークス）
- パレスタイン / Palestine（1950年2000ギニー、サセックスステークス、セントジェームズパレスステークス）
- フェスツーン / Festoon（1954年1000ギニー）
- ペティション / Petition（1948年エクリプスステークス）
- マフォスタ / Mafosta（種牡馬、ヘキラクの父）
- ランバードシムネル / Lambert Simnel（1941年2000ギニー）

## ブルードメアサイアーとしての主な産駒
- メルド（1000ギニー、オークス、セントレジャーステークス）
- スプリームコート（キングジョージ6世&クイーンエリザベスステークス）
- プレモニション（セントレジャーステークス）
- タブーン（2000ギニー）

## 血統
- 本馬フェアトライアルは、父父母父のSainfoin（1887年生まれ）と母母父母のSierra（1889年生まれ）という全兄妹のクロスを持つ。この全兄妹の父はSpringfield（1873年生まれ）、母はSanda（1878年生まれ）である。
- 父フェアウェイはセントレジャーステークス勝馬。
- 母レディジュラーは競走馬として、2歳時の頃は不調だったが、3歳になってから3勝して8057ポンドを稼いだ。5ハロンと6ハロンのステークスを制し、ジョッキークラブステークス(11ハロン)を派手に勝ちスピードとスタミナを備えた優駿と賞賛された[2]。
- 2代母レディジョセフィンは痩せた馬格の持ち主で、生まれた翌年にドンカスターのセリで売られ、1700ギニーでサビル氏に落札された[2]。2歳時に4勝して3636ポンド稼いた。翌年は1戦0勝後にニュ―マーケットのセリに出品され、コルモンデリー氏が1200ギニー[注釈 10]で落札して繁殖入り[2]。当初の2年間は不受胎が続き、初子レディジュラーの2年後には2番仔で半妹のMumtaz Mahalを生む[2]。こちらからはAristophanes（フォルリの父）、ナスルーラ、ロイヤルチャージャー、マームード、アバーナントなど種牡馬として成功した馬を輩出し、ムムタズマハル系を確立している。
- 3代母アメリカスガールは丈夫で容姿端麗な牝馬だった[2]。

## 血統表
| フェアトライアルの血統（フェアウェイ系／Hampton5×5=6.25%、父内にSt.Simon5×4=9.375%、全兄妹Sainfoin、Sierra4×4=12.5%） | フェアトライアルの血統（フェアウェイ系／Hampton5×5=6.25%、父内にSt.Simon5×4=9.375%、全兄妹Sainfoin、Sierra4×4=12.5%） | フェアトライアルの血統（フェアウェイ系／Hampton5×5=6.25%、父内にSt.Simon5×4=9.375%、全兄妹Sainfoin、Sierra4×4=12.5%） | （血統表の出典）   | （血統表の出典） |
| 父 Fairway 1925 鹿毛                                                                                                  | 父の父Phalaris 1913 黒鹿毛                                                                                            | Polymelus | Cyllene            | Cyllene          |
| 父 Fairway 1925 鹿毛                                                                                                  | 父の父Phalaris 1913 黒鹿毛                                                                                            | Polymelus | Maid Marian        |                  |
| 父 Fairway 1925 鹿毛                                                                                                  | 父の父Phalaris 1913 黒鹿毛                                                                                            | Bromus | Sainfoin           | Sainfoin         |
| 父 Fairway 1925 鹿毛                                                                                                  | 父の父Phalaris 1913 黒鹿毛                                                                                            | Bromus | Cheery             |                  |
| 父 Fairway 1925 鹿毛                                                                                                  | 父の母Scapa Flow 1914 栗毛                                                                                            | Chaucer | St.Simon           | St.Simon         |
| 父 Fairway 1925 鹿毛                                                                                                  | 父の母Scapa Flow 1914 栗毛                                                                                            | Chaucer | Canterbury Pilgrim |                  |
| 父 Fairway 1925 鹿毛                                                                                                  | 父の母Scapa Flow 1914 栗毛                                                                                            | Anchora | Love Wisely        | Love Wisely      |
| 父 Fairway 1925 鹿毛                                                                                                  | 父の母Scapa Flow 1914 栗毛                                                                                            | Anchora | Eryholme           |                  |
| 母 Lady Juror 1919 鹿毛                                                                                               | 母の父Son-in-Law 1911 青鹿毛                                                                                          | Dark Ronald | Bay Ronald         | Bay Ronald       |
| 母 Lady Juror 1919 鹿毛                                                                                               | 母の父Son-in-Law 1911 青鹿毛                                                                                          | Dark Ronald | Darkie             |                  |
| 母 Lady Juror 1919 鹿毛                                                                                               | 母の父Son-in-Law 1911 青鹿毛                                                                                          | Mother in Law | Matchmaker         | Matchmaker       |
| 母 Lady Juror 1919 鹿毛                                                                                               | 母の父Son-in-Law 1911 青鹿毛                                                                                          | Mother in Law | Be Cannie          |                  |
| 母 Lady Juror 1919 鹿毛                                                                                               | 母の母Lady Josephine 1912 栗毛                                                                                        | Sundridge | Amphion            | Amphion          |
| 母 Lady Juror 1919 鹿毛                                                                                               | 母の母Lady Josephine 1912 栗毛                                                                                        | Sundridge | Sierra             |                  |
| 母 Lady Juror 1919 鹿毛                                                                                               | 母の母Lady Josephine 1912 栗毛                                                                                        | Americus Girl | Americus           | Americus         |
| 母 Lady Juror 1919 鹿毛                                                                                               | 母の母Lady Josephine 1912 栗毛                                                                                        | Americus Girl | Palotta F-No.9-c   |                  |